# Manuel Pêra
Manuel Maria Soares Pêra (Carregosa, Oliveira de Azeméis, 16 de novembro de 1894 — Rio de Janeiro, 11 de agosto de 1967) foi um ator português radicado no Brasil.

## Biografia
Nasceu na freguesia de Carregosa, em Oliveira de Azeméis, Distrito de Aveiro, pai das também atrizes Marília Pêra e Sandra Pêra, frutos do seu casamento com a atriz Dinorah Marzullo (1919-2013). Era irmão do ator Abel Pêra (1891-1975) e Joaquim. 
Manuel foi carpinteiro quando jovem. 

## Filmografia
| Ano  | Título                 | Personagem            |
| ---- | ---------------------- | --------------------- |
| 1963 | Crime no Sacopã        | —                     |
| 1963 | Cerimônia Macabra      | —                     |
| 1962 | Vagabundos no Society  | Camelô Delegado       |
| 1955 | Mãos Sangrentas        | Chefe da Disciplina   |
| 1949 | Pra Lá de Boa          | —                     |
| 1949 | Vendaval Maravilhoso   | Joaquim Nabuco        |
| 1947 | Luz dos Meus Olhos     | —                     |
| 1944 | Romance de um Mordedor | —                     |
| 1940 | Pega Ladrão            | —                     |
| 1939 | Onde Estás Felicidade? | —                     |
| 1939 | Está Tudo Aí           | Bragança              |
| 1937 | O Bobo do Rei          | Milionário Excêntrico |
| 1937 | O Grito da Mocidade    | —                     |
| 1917 | Entre Dois Amores      | —                     |
| 1914 | O Crime dos Banhados   | —                     |

## No Teatro[4]
- 1967 - O Noviço
- 1967 - Um Mais Um É Igual a Dois
- 1966 - Se Correr o Bicho Pega, Se Ficar o Bicho Come
- 1962 - Três em Lua de Mel
- 1961 - O Amor na Terra do Cangaço
- 1961 - Terra Seca
- 1958 - JK Vai Lá
- 1956 - Anastásia
- 1953 - Vivendo em Pecado
- 1953 - O Buquê
- 1953 - O Imperador Galante
- 1952 - As Solteironas dos Chapéus Verdes
- 1952 - Ninotchka
- 1951 - Yayá Boneca
- 1950/1951 - As Árvores Morrem de Pé
- 1950 - O Homem do Sotão
- 1950 - Os Filhos de Eduardo
- 1950 - As Solteironas dos Chapéus Verdes
- 1950 - O Pecado Original
- 1950 - Catarina da Rússia
- 1949/1950 - Frenesi
- 1948 - Ele, Ela e o Outro
- 1948 - Noites de Carnaval
- 1948 - O Noivo de Luiza
- 1948 - Oh! Margarida!
- 1947 - A Governanta / Mademoiselle
- 1947 -  Duas Mulheres
- 1947 - O Pecado Original
- 1946 - Avatar
- 1945 - Plano Massot
- 1944 - Anfitrião 38
- 1944 - Bodas de Sangue
- 1944 - César e Cleópatra
- 1944 - Comédia do Coração
- 1944 - Rainha Vitória
- 1944 - Santa Joana
- 1943 - Teu Sorriso
- 1942 - A Felicidade Pode Esperar...
- 1942 - O Trunfo É Paus!
- 1941 - Casei-me com um Anjo
- 1941 - Chuvas de Verão
- 1941 - Uma Dupla do Outro Mundo
- 1939/1940 - Na Curva da Glória
- 1939 - Conte Comigo
- 1939 - Era Uma Vez Um Vagabundo
- 1939 - Herdeiro na Hora H
- 1939 - Milionário... Sem Vintém
- 1939 - Mulher... à Força!
- 1939 - O Garçom do Casamento
- 1939 - O Testa de Ferro
- 1938 - Fontes Luminosas
- 1938 - Marquesa de Santos
- 1938 - Mentirosa
- 1938 - O Marido Número 5
- 1937 - Certa Noite em Nova York
- 1937 - A Luz de um Phosphoro / Aventuras do Golinho
- 1937 - Depois da Meia-Noite
- 1937 - Hollywood
- 1937 - Tovarich
- 1935 - Casado Sem Saber
- 1935 - O Dinheiro do Leão
- 1935 - Ressurreição de Eva!
- 1935 - Villa Mariana
- 1933 - Linda Morena
- 1933 - Malandragem
- 1933 - Segura Esta Mulher!
- 1931 - O Bobo do Rei
- 1931 - O Duplo Maurício
- 1931 - O Interventor
- 1931 - O Marido de Minha Noiva
- 1931 - O Rei do Petróleo
- 1931 -  O Tio Solteiro
- 1931 - Que Santo Homem!
- 1931 - Quem Manda Aqui, Sou Eu!
- 1931 -  Um Beijo na Face
- 1931 - Uma Cura de Repouso
- 1930 - Carta Anonyma
- 1930 - Cheguei na Hora!
- 1930 - Nossa Vida É Uma Fita
- 1930 - O Amor D'Aqui a 50 Annos
- 1930 - Os Genros do Canuto
- 1930 - Os Homens Não Valem Nada
- 1930 - Paga a Conta, Januário
- 1930 - Prompto Socorro
- 1930 - Que Noite, Meu Deus!
- 1929 - A Casa  de Seu Martins
- 1929 - O Chefe Político
- 1927 - O Maluco da Avenida
- 1927 - Mulheres Nervosas
- 1927 - O Tio Solteiro
- 1926 - A Máscara e o Rosto
- 1926 - A Menina do Arame
- 1926 - Chuva de Paes
- 1926 - Minha Sogra É Camarada
- 1926 - O Home das Cinco Horas
- 1925 - O Canário
- 1925 - O Filho Sobrenatural
- 1924 - À Hora do Beijo
- 1924 -  Aventuras de um Rapaz Fei
- 1924 - Cocktail
- 1924 - Coitadinhas das Mulheres!
- 1924 - Como Te Quero! Como Te Adoro!
- 1924 - Dick
- 1924 - Eu Arranjo Tudo
- 1924 - Meu Bebé
- 1924 - Meu Maridinho
- 1924 - Minha Prima Está Louca
- 1924 -  O Fiscal dos Wagons Leitos
- 1924 - O Homem de Cimento Armando
- 1924 - O Homem Que Morreu
- 1924 - O Papa-Léguas
- 1924 - O Papão
- 1924 - O Parente Político
- 1924 - O Rato Azul
- 1924 - O Sobrinho do Homem
- 1924 - O Sr. Director
- 1924 - O Sub-Prefeito de Chateau Brizard
- 1924 - O Talento de Minha Mulher
- 1924 - O Tio Solteiro
- 1924 - Rabo de Saia
- 1924 - Surpresas do Divórcio
- 1924 - Tiro Pela Culatra
- 1912 - Surpresas do Divórcio